# Martinshöhe

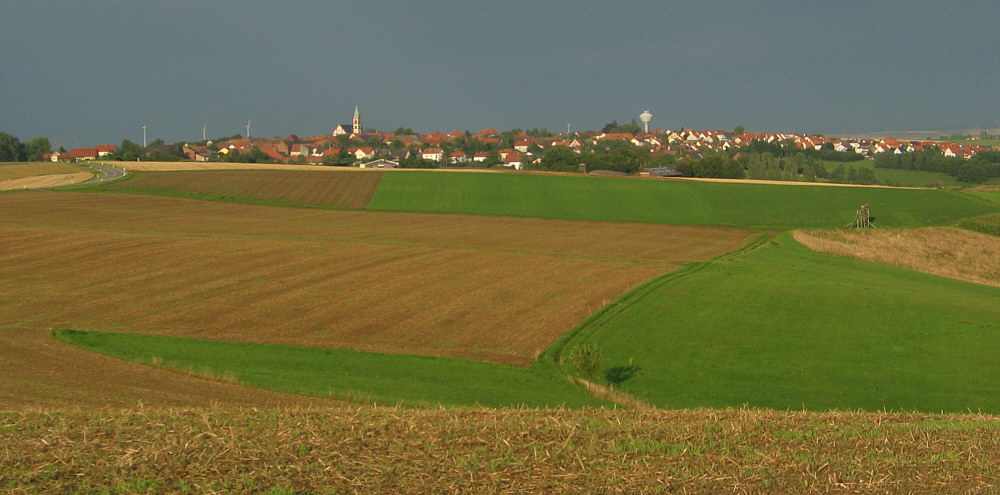
Blick auf Martinshöhe

Martinshöhe ist eine Ortsgemeinde im Landkreis Kaiserslautern in Rheinland-Pfalz. Sie gehört der Verbandsgemeinde Bruchmühlbach-Miesau an, innerhalb derer sie sowohl gemessen an der Einwohnerzahl als auch gemessen an der Fläche die zweitgrößte Ortsgemeinde darstellt.

## Geographie
Die Gemeinde liegt auf der Sickinger Höhe. Zu ihr gehören auch die Wohnplätze Schernau, Pletschmühle, Reesberger Hof, Sternbrunnerhof, Ziegelhütte und An der Dümpfelhecke. Im Westen bildet der Frohnbach die Gemarkungsgrenze zu Bruchmühlbach-Miesau. Südwestlich des Siedlungsgebiets befindet sich der Dorstelbrunnen, der als Quelle des Auerbach gilt. Im Nordosten bildet außerdem der der Mühlbach stellenweise die Grenze zu Langwieden.

## Geschichte
Im Jahre 1325 wurde der Ort erstmals urkundlich erwähnt. Der Ort gehörte bis zum Ende des 18. Jahrhunderts zur Herrschaft Landstuhl der Herren von Sickingen. Im Jahre 1681 wurde der Ort als Mertinshöhe bezeichnet und 1738 als Mertenze.
Nach der Besetzung des Linken Rheinufers durch französische Revolutionstruppen (1794) gehörte der Ort von 1798 bis 1814 zum Kanton Homburg im Departement Donnersberg und wurde von der Mairie Lambsborn verwaltet. Aufgrund der auf dem Wiener Kongress (1815) getroffenen Vereinbarungen kam die Region zunächst zu Österreich und 1816 zum Königreich Bayern. Unter der bayerischen Verwaltung kam Martinshöhe mit dem Kanton Homburg 1818 zum Landkommissariat Homburg, aus dem 1862 das Bezirksamt Homburg entstand. Da ein Teil des Bezirksamts – einschließlich Homburg selbst – 1920 dem neu geschaffenen Saargebiet zugeschlagen wurde, wechselte der Ort in das Bezirksamt Zweibrücken.
Ab 1939 war der Ort Bestandteil des Landkreises Zweibrücken. Nach dem Zweiten Weltkrieg wurde Martinshöhe innerhalb der französischen Besatzungszone Teil des damals neu gebildeten Landes Rheinland-Pfalz. Im Zuge der ersten rheinland-pfälzischen Verwaltungsreform wechselte die Gemeinde 1972 in den Landkreis Kaiserslautern; im selben Jahr wurde sie Bestandteil der neu geschaffenen Verbandsgemeinde Bruchmühlbach-Miesau.

## Religion
Ende 2014 waren 68,6 Prozent der Einwohner katholisch und 19,6 Prozent evangelisch. Die übrigen gehörten einer anderen Religion an oder waren konfessionslos. Die Katholiken gehören zum Bistum Speyer, die Evangelischen zur Protestantischen Landeskirche Pfalz.

## Politik

### Gemeinderat
Der Gemeinderat besteht aus 16 Ratsmitgliedern, die bei der Kommunalwahl am 9. Juni 2024 in einer personalisierten Verhältniswahl gewählt wurden, und dem ehrenamtlichen Ortsbürgermeister als Vorsitzendem.
Die Sitzverteilung im Gemeinderat:
| Wahl | SPD | CDU | FWGH | Gesamt   |
| ---- | --- | --- | ---- | -------- |
| 2024 | 6   | –   | 10   | 16 Sitze |
| 2019 | 5   | –   | 11   | 16 Sitze |
| 2014 | 9   | 3   | 4    | 16 Sitze |
| 2009 | 6   | 10  | –    | 16 Sitze |
| 2004 | 6   | 10  | –    | 16 Sitze |

- FWGH = Freie Wählergruppe Haack

### Bürgermeister
Peter Palm (WG Haack) wurde am 8. Juli 2024 Ortsbürgermeister von Martinshöhe. Er hatte sich bei der Direktwahl am 9. Juni 2024 mit 70,3 % gegen seinen Mitbewerber Thomas Weiß (SPD; 29,7 %) durchgesetzt.
Palms Vorgänger war Hartwig Schneider (WG Haack). Bei der Direktwahl am 26. Mai 2019 war kein Kandidat angetreten, er wurde am 27. Juni 2019 durch den Gemeinderat wiedergewählt. Schneider war seit August 2018 Nachfolger von Barbara Schommer (SPD), die das Amt zum 30. April 2018 niedergelegt hatte.

### Wappen
| Wappen von Martinshöhe | Blasonierung: „In Schwarz der goldgekleidete heilige Martin auf rotbezäumtem silbernem Ross (Schimmel), seinen Mantel mit einem silbernen Schwert teilend, darunter fünf silberne Bollen 2:1:2.“                                                          |
| Wappen von Martinshöhe | Wappenbegründung: Die Bollen verweisen auf die früheren Ortsherren, die Herren von Sickingen. Mit dem heiligen Martin ist Martin von Tours gemeint, der als Namensgeber der Gemeinde fungierte Es wurde 1977 von der Bezirksregierung Neustadt genehmigt. |

## Kultur und Sehenswürdigkeiten

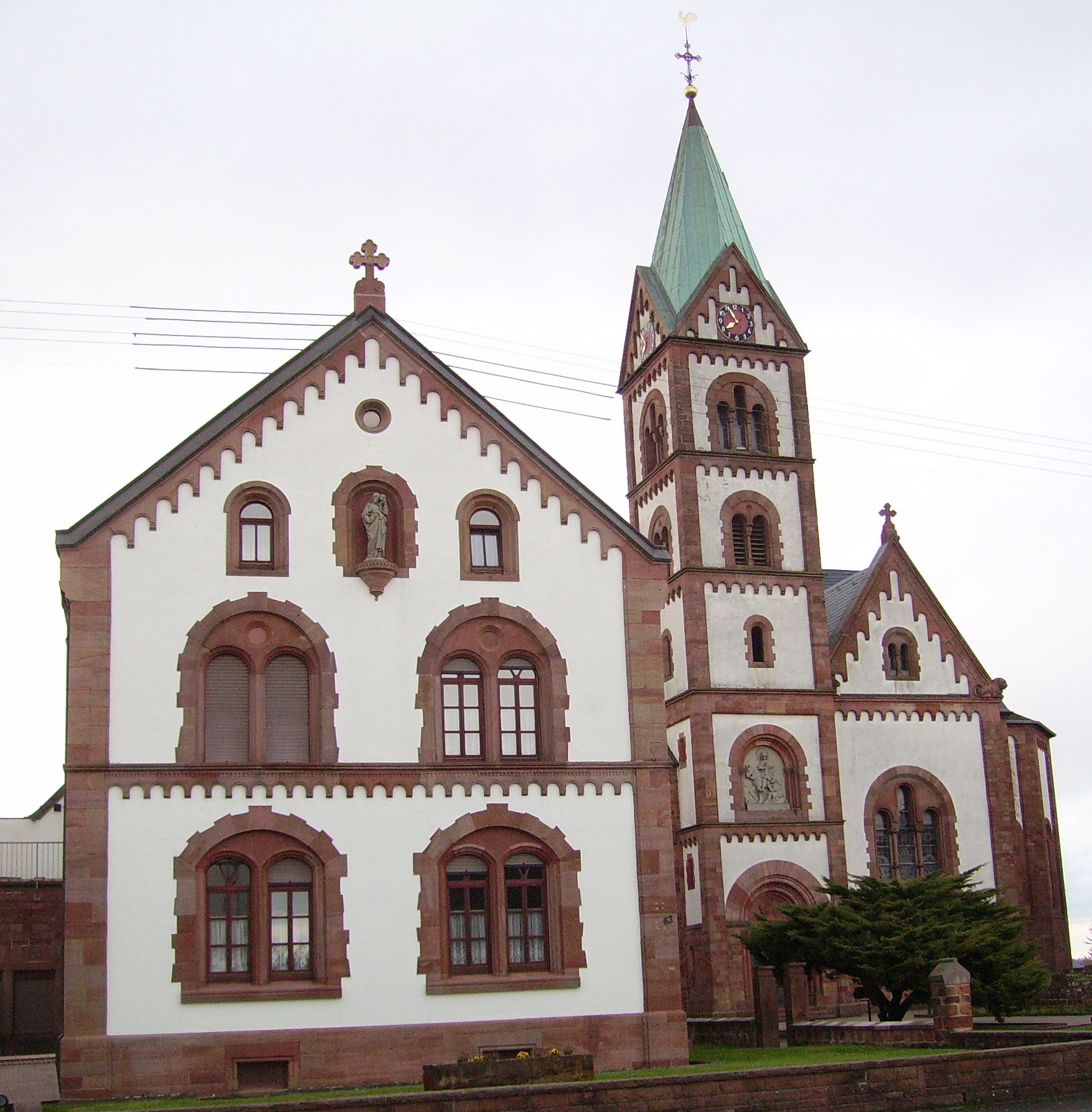
Katholische Martinskirche

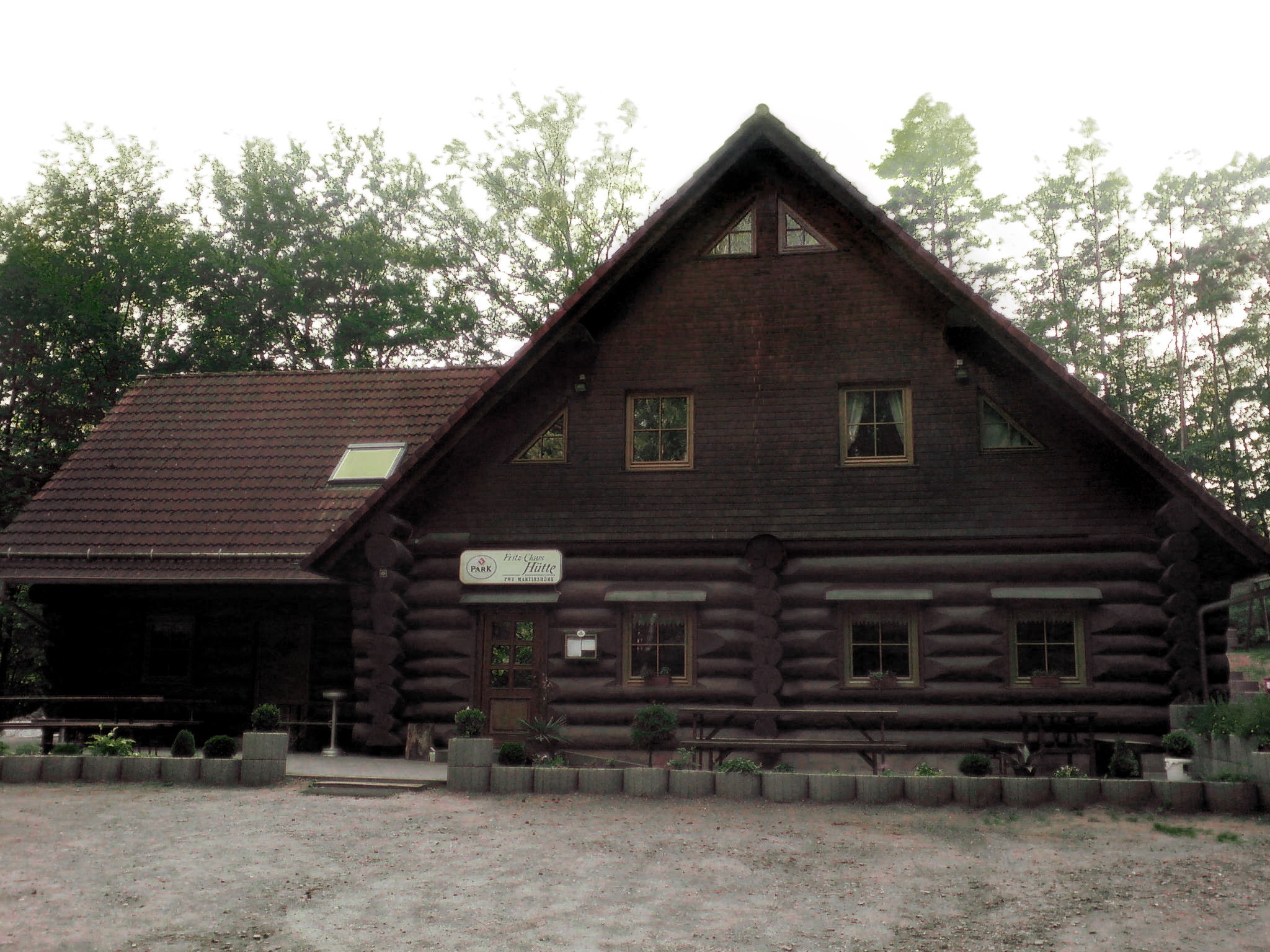
Die Fritz-Claus-Hütte des Pfälzerwald-Vereins Martinshöhe

### Kulturdenkmäler
Vor Ort befinden sich insgesamt neun Objekte, die unter Denkmalschutz stehen, darunter der Menhir von Martinshöhe und die katholische Kirche St. Martin.

### Natur
Einziges Naturdenkmal vor Ort ist die Elendsklamm.

### Vereine
Der Pfälzerwald-Verein verfügt über eine Ortsgruppe, die die nahe Fritz-Claus-Hütte betreibt. Mit den SV Martinshöhe existiert vor Ort außerdem ein Fußballverein.

### Regelmäßige Veranstaltungen
Die Kirchweih findet immer am Sonntag vor Michaeli, dem vierten Wochenende im September, das Dorffest am ersten Wochenende im August statt.

## Wirtschaft und Infrastruktur

### Wirtschaft
Innerhalb der Gemeindegemarkung befindet sich der Windpark Lambsborn-Martinshöhe. Zudem existierte der von 1934 bis 1945 der vom Bayerischen Landesverband für Wander- und Heimatdienst betriebene Wanderhof Schernau/Pfalz. Des Weiteren führt durch das Gemeindegebiet ein Wanderweg, der mit einem blauen Punkt markiert ist und eine Verbindung mit Hauptstuhl sowie Leimen herstellt. Darüber hinaus plant die Gemeinde, zum Bioenergiedorf zu werden.

### Verkehr
Mitten durch den Ort führen die Landesstraßen 465 und 466. Die nächste Autobahnanschlussstelle ist Bruchmühlbach-Miesau an der Bundesautobahn 6 Saarbrücken–Kaiserslautern, etwa sieben Kilometer entfernt.

## Persönlichkeiten

### Söhne und Töchter der Gemeinde
- Fritz Claus (1853–1923), Heimatdichter

### Personen, die vor Ort gewirkt haben
- Adam Müller (1814–1879), Landwirt und Politiker, war 1848 vor Ort Wahlkommissär
- Willi Ertz (1943–2018), Fußballtorhüter und -trainer, trainierte von 1981 bis 1984 den örtlichen Fußballverein